# 설요
설요(薛瑤, ? ~ 693년)는 《반속요》를 지은 시인이다. 
당나라 시인으로서 병부상서인 곽진의 첩으로 살다가 통천현에서 죽었다.
좌무위장군인 아버지 밑에서 비교적 풍요로운 어린 시절을 보냈다가 아버지의 갑작스런 사망으로 머리를 깎고 출가를 하였다.